# (16536) 1991 PV1
A (16536) 1991 PV1 a Naprendszer kisbolygóövében található aszteroida. Eric Walter Elst fedezte fel 1991. augusztus 10-én.